# Thalictrum tenue
Thalictrum tenue là một loài thực vật có hoa trong họ Mao lương. Loài này được Franch. miêu tả khoa học đầu tiên năm 1883.